# Emeka Eze
Emeka Friday Eze (* 26. September 1996) ist ein nigerianischer Fußballspieler.

## Karriere
Eze kam 2013 nach Kamerun in die Akademie Mbanga. Danach spielte er für den Zweitligisten Oxygène FC de Mfou. 2016 wechselte er zum Erstligisten Aigle Royal Menoua.
Im März 2017 wechselte er nach Finnland zu Rovaniemi PS. Sein Debüt in der Veikkausliiga gab er im April 2017, als er am dritten Spieltag der Saison 2017 gegen die Tampereen Ilves in der Startelf stand und in der 89. Minute durch Sakari Tukiainen ersetzt wurde.
Im August 2017 schloss er sich dem österreichischen Bundesligisten SK Sturm Graz an, bei dem er einen bis Juni 2019 gültigen Vertrag erhielt.
Im August 2019 wurde er in die Türkei an den Zweitligisten Adanaspor verliehen. Für die Türken kam er zu 17 Einsätzen in der TFF 1. Lig, in denen er fünf Tore erzielte. Nach dem Ende der Leihe kehrte er zur Saison 2020/21 wieder nach Graz zurück. Dort spielte er jedoch gar keine Rolle mehr und stand nach seiner Rückkehr nie mehr im Spieltagskader. Daraufhin wechselte er im Februar 2021 ein zweites Mal zu einem türkischen Zweitligisten, diesmal zu Keçiörengücü, wo er einen bis Juni 2022 laufenden Vertrag erhielt.

## Erfolge
- Österreichischer Cup-Sieger: 2018